# گاروییسم
گاروییسم جنبه ای از ناسیونالیسم سیاهپوستان است که به سیاست های اقتصادی، نژادی و سیاسی مارکوس گاروی بنیانگذار انجمن جهانی بهبود سیاهپوستان و اتحادیه جوامع آفریقایی اشاره دارد. ایدئولوژی گاروییسم بر اتحاد و توانمندسازی مردان، زنان و کودکان آفریقایی تبار تحت لوای تبار جمعی آفریقایی خود، و بازگرداندن فرزندان آفریقایی های برده شده و سود به قاره آفریقا متمرکز است.
گاروی رویاهای خود را در پاسخ به به حاشیه راندن و تبعیض آمریکایی های آفریقایی تبار در ایالات متحده و کارائیب در آن زمان با امید الهام بخشیدن به سیاهپوستان آمریکایی برای ایجاد فعالانه زیرساخت ها، موسسات و اقتصادهای محلی به جای انتظار چنین انتظاری از پست به شدت تعصب آمیز مطرح کرد. - بازسازی دولت آمریکا این جنبش تأثیر عمده ای در تحریک و شکل دادن به سیاست سیاهان در کارائیب و بخش هایی از آفریقا داشت.
گاروی توسط تشکیلات آفریقایی-آمریکایی در ایالات متحده جنگید. تحقیقات وزارت دادگستری، به کارگردانی جی. ادگار هوور، منجر به دستگیری گاروی به اتهام کلاهبرداری از طریق پست در ژانویه 1922 شد و پروژه های او به هم ریخت. در 18نوامبر1927 رئیس جمهور کالوین کولیج حکم گاروی را کاهش داد.

## همچنین ببینید
- قدرت سیاه
- جنبش بازگشت به آفریقا
- ناسیونالیسم سیاه
- برتری سیاه